# Supsi
Supsi är en ort i Estland. Den ligger i Kõpu kommun och landskapet Viljandimaa, i den sydvästra delen av landet, 130 km söder om huvudstaden Tallinn. Supsi ligger 73 meter över havet och antalet invånare är 134.
Terrängen runt Supsi är platt. Runt Supsi är det mycket glesbefolkat, med 6 invånare per kvadratkilometer. Närmaste större samhälle är Viljandi, 19,3 km öster om Supsi. I omgivningarna runt Supsi växer i huvudsak blandskog.